# Katarina Bulatović
Katarina Bulatović (in montenegrino Катарина Булатовић; Kragujevac, 15 novembre 1984) è un'ex pallamanista montenegrina, di ruolo terzino destro. È considerata una delle migliori giocatrici del mondo nella sua posizione..

## Carriera
Tra il 2001-2005 gioca con la squadra ZRK Knjaz Milos, poi per una stagione con RK Lasta di Belgrado, con la quale partecipa alla Coppa EHF. Nell'estate del 2006 gioca nella squadra della prima divisione danese dello Slagelse, con la quale vince la Coppa del Danimarca nel 2007 e l'EHF Champions League.
Durante la stagione 2007-2008 si sposta di ruolo, andando a giocare in difesa per la squadra montenegrina Budućnost Podgorica, con la quale vince nel 2010 la Coppa delle Coppe, nel 2012 la Champions League, e nel 2009, 2010, 2011 e 2012 sia il campionato sia la coppa nazionale.
Nell'estate 2012 entra a far parte del club rumeno del Râmnicu Vâlcea con il quale, nel 2013, vince il campionato rumeno. Nella stagione 2013-2014 gioca con il club ungherese Győri ETO KC, vincendo il campionato, la coppa ungherese e la Champions League. Nell'estate del 2014 torna al Budućnost Podgorica, col quale vince per la quarta volta la EHF Champions League nel 2015, il campionato e la coppa montenegrina sia nello stesso anno che in quello dopo ancora.
Bulatović è stata la terza marcatrice per due edizioni della EHF Champions League, 2010-2011 e 2011-2012.
Kaća, come viene soprannominata, fa parte della nazionale montenegrina. Con questa veste partecipa al torneo di pallamano femminile dei Giochi Olimpici estivi del 2012, dove la sua squadra ottiene la medaglia d'argento, e dove lei risulta la migliore marcatrice, con 53 di punti, essendo votata nella squadra All-star del torneo. Al campionato europeo del 2012 vince la medaglia d'oro con la squadra nazionale del Montenegro, piazzandosi di nuovo capocannoniere con 56 punti, ed è stata votata per la seconda volta nella All-star team.
Ai primi di luglio 2020 ha annunciato la decisione di ritirarsi dalle competizioni, dopo l'ultima stagione disputata con la compagine ungherese del Győri ETO KC e terminata in anticipo a causa della pandemia di COVID-19.

## Palmarès

### Club
- EHF Champions League: 4

Slagelse: 2006-2007
Budućnost Podgorica: 2011-2012, 2014-2015
Győri ETO: 2013-2014
- Coppa delle Coppe: 1

Budućnost Podgorica: 2009-2010
- Campionato danese: 1

Slagelse: 2006-2007
- Campionato montenegrino: 9

Budućnost Podgorica: 2007-2008, 2008-2009, 2009-2010, 2010-2011, 2011-2012, 2014-2015, 2015-2016, 2016-2017, 2018-2019
- Coppa di Montenegro: 2

Budućnost Podgorica: 2007-2008, 2008-2009, 2009-2010, 2010-2011, 2011-2012, 2014-2015, 2015-2016, 2016-2017
- Campionato rumeno: 1

Râmnicu Vâlcea: 2012-2013
- Campionato ungherese: 1

Győri ETO: 2013-2014
- Coppa d'Ungheria: 1

Győri ETO: 2013-2014
- Campionato russo: 1

Rostov-Don: 2017-2018

### Nazionale
- Argento olimpico: 1

Londra 2012
- Campionato europeo

 Oro: Serbia 2012
- Giochi del Mediterraneo

 Bronzo: Almería 2005 (con la Serbia e Montenegro)

### Individuale
- Sportivo dell'anno in Montenegro: 2

2012, 2014
- Migliore terzino destro ai Giochi Olimpici: 1

Londra 2012
- Migliore terzino destro al campionato europeo: 1

Serbia 2012
- Migliore marcatrice ai Giochi Olimpici: 1

Londra 2012
- Migliore marcatrice al campionato europeo: 1

Serbia 2012